# 布尔奇泽区
布尔奇泽区是阿爾巴尼亞的36个旧区之一，这些区份在2000年7月全部撤销，并由新成立的12个州份取代。该区面积为718平方公里，人口数量为42,985人（2001年）。该区位于阿尔巴尼亚东部，区府为布尔奇泽镇。该区的范围与现今的第巴爾州布尔奇泽市镇范围相同。